# XBT-17 (航空機)
ステアマン XBT-17
ステアマン XBT-17
- 用途：練習機
- 製造者：ステアマン・エアクラフト
- 運用者：アメリカ陸軍航空軍
- 初飛行：1940年
- 生産数：1機

ステアマン XBT-17（Stearman XBT-17）は、ステアマン・エアクラフト社が（Model X-90として）設計/製作した低翼単葉複座の基本練習機である。1942年にアメリカ陸軍航空軍（USAAF）がXBT-17として評価試験を実施した。

## 設計と開発
X-90は片持ち式の低翼単葉機で、乗員は密閉式キャノピーの中でタンデムに搭乗した。固定の尾輪式降着装置を持ち、出力225 hp (168 kW)のライカミング R-680エンジンを搭載した機体は1940年に初飛行を行った。アルミニウムの使用を最小限に抑えるために主翼は木製、前部胴体は鋼管製となっていた。1942年にこの機体は出力450 hp (336 kW)のプラット・アンド・ホイットニー R-985エンジンに換装されてModel X-91に改称された。X-91はUSAAFによりXBT-17として評価を受けたが、それ以上の機体が製作されることはなかった。

## 派生型
ステアマン X-90
出力225 hp (168 kW)のライカミング R-680エンジンを搭載した試作基本練習機
ステアマン X-91
X-90を出力450 hp (336 kW)のプラット・アンド・ホイットニー R-985エンジンに換装してUSAAF の評価を受けた型
ステアマン XBT-17
X-91にUSAAF が与えた名称

## 要目 (XBT-17)
出典: 
諸元
- 乗員: 2
- 全長: 8.46 m （27 ft 9 in）
- 全高:
- 翼幅: 10.90 m（35 ft 9 in）
- 翼面積: 19 m2 （200 ft2）
- 空虚重量: 1,397 kg （3,080 lb）
- 運用時重量: 1,882 kg （4,150 lb）
- 動力: プラット・アンド・ホイットニー R-985-AN-1 ワスプ・ジュニア 空冷 星形エンジン、340 kW （450 hp）   × 1

性能
- 最大速度: 306 km/h （165 kn） 190 mph
- 巡航速度: 257 km/h （139 kn） 160 mph
- 実用上昇限度: 6,096 m （20,000 ft）
- 上昇率: 6.6 m/s （1,300 ft/min）